# Adrapsa occidens
Adrapsa occidens là một loài bướm đêm trong họ Noctuidae.